# Bohdan Syroyid
Bohdan Syroyid (ucraniano: Богдан Сироїд, nacido el 13 de abril de 1995) es pianista, compositor y profesor de Educación musical en la Universidad de Salamanca.

## Biografía
Nacido en Leópolis (Ucrania) en 1995, a la edad de los seis comenzó a estudiar piano a través de clases particulares. A los siete años se traslada a España, donde continúa sus estudios de piano en el Conservatorio Elemental de Música “Pablo Ruiz Picasso” y en el Conservatorio Profesional de Música “Gonzalo Martín Tenllado”. A los catorce años fue el alumno más joven en acceder al Grado Superior de Música en la especialidad de composición en el Conservatorio Superior de Música de Málaga, donde estudió con Jesús Manuel Ortiz Morales y Diana Pérez Custodio. En 2012 participó como pianista en el montaje operístico de Sour Angelica en el Teatro Echegaray de Málaga. En febrero de 2014 finalizó sus estudios de composición musical con matrícula de honor obteniendo el Premio de la Fundación Musical de Málaga al mejor expediente académico de la promoción 2013-14. Con motivo del décimo aniversario de la Fundación Musical de Málaga recibió un encargo para la composición de un concierto para piano, titulado Capricho Andaluz, que se estrenó en 2016 en el Teatro Cervantes.
Como compositor participó activamente como miembro de la Asociación de Compositores e Intérpretes de Málaga (ACIM) en 2011 y fue elegido presidente de la asociación durante los años 2015 y 2019. Completó varios másteres en Investigación Musical (2015), Composición para Medios Audiovisuales (2017) y Liderazgo Educativo (2019). En 2020, su tesis doctoral en musicología titulada "Análisis de los silencios en la música: perspectivas teóricas, ejemplos analíticos de la música del siglo XX y estudio de caso en profundidad del Op. 27/iii de Webern" (en inglés: Analysis of Silences in Music: Theoretical Perspectives, Analytical Examples from Twentieth-Century Music, and In-Depth Case Study of Webern’s Op. 27/ii) fue defendida en la universidad KU Leuven, supervisada por el Prof. Dr. Mark Delaere. Actualmente, trabaja como Profesor Ayudante Doctor de Educación musical en la Universidad de Salamanca y entre 2018 y 2022 trabajó como Profesor Asociado en la Universidad de Castilla-La Mancha. También supervisa y dirige Trabajos Fin de Máster en el Máster Universitario Oficial en Interpretación e Investigación Musical de la Universidad Internacional de Valencia y en el Máster en Universitario Oficial en Pedagogía instrumental en la Universidad Alfonso X el Sabio. Ha sido profesor en la Universidad de Turku (Finlandia), la Universidad de Valladolid (España), la Universidad de Rhode Island (Estados Unidos de América), la Universidad Internacional de La Rioja (España) y la Universidad de Música y Artes Escénicas de Viena (Austria).

## Estudios
- Grado Superior de Música en Composición Musical (2014). Conservatorio Superior de Música de Málaga (Málaga, España)
- Máster Universitario Oficial en Investigación Musical (2015). Universidad Internacional de La Rioja (Madrid, España)
- Máster en Bellas Artes en Composición y Orquestación Profesional (2017). Universidad de Chichester (Chichester, Reino Unido)
- Máster Universitario Oficial en Dirección, Innovación y Liderazgo Educativo (2019). Universidad Camilo José Cela (Madrid, España)
- Doctor en Musicología (2020) con tesis "Analysis of Silences in Music" (Análisis de los silencios en la música), KU Leuven (Lovaina, Bélgica)[14][15][16][22][23]
- Grado Superior de Música en la Especialidad de Interpretación, Itinerario Piano (2022). Conservatorio Superior de Castilla-La Mancha (Albacete, España)

## Obras musicales

### Piano solo
- Sonata para piano n° 1 (2010)[24]
- Variaciones sobre un tema de Prokofiev (2011)[25][26]
- Sonatina (2011)[27]
- Intermezzo para piano (2011)[27]
- Sonata para piano n° 2 (2012)[28]
- Variación sobre un tema de Bach, BWV 508 (2012)[27]
- Sonata para piano n° 3, Luna sin Luz (2012)[29]
- Doce meses (2014)[30][31]
- Impression (2020)[32][33]

### Obras solistas para diversos instrumentos
- Miniaturas II para guitarra clásica (2010)[34]
- Balada para guitarra clásica (2011)[34]
- Pájaros del Abismo para clarinete en si bemol o saxofón alto (2012)[35]
- Cambio de Luz para órgano de 2 manuales con pedales (2012)[36]
- Duas Lineas para clave solo (2013)[37]
- Dicotomías para viola sola con electroacústica en directo (2013)[38]
- Sin Sonido para oboe solo (2013)[39]

### Música de cámara
- Andante (2010) para cuarteto de saxofones[40]
- Cuarteto de cuerda n° 1 (2011)[41][42]
- Preludio (2011). Piano, 2 violines y 3 violas[43]
- Tubarium (2011) para cuarteto de tubas[44]
- Nocturno (2012). Cuarteto para 3 Guitarras Clásicas y Arpa[45]
- Intermezzo (2012). Noneto para 2 flautas, oboe, 2 clarinetes, tuba, violín y 2 pianos preparados[46][47]
- Trío (2012). Violín, violonchelo y piano[48][49][50]
- Lux Aeterna (2012). Quinteto para flauta, clarinete, violín, violonchelo y piano[51][52]
- Sonata para clarinete n° 1 (2012).[53] Clarinete y piano
- Sin formato (2012) para cuarteto de tubas[44]
- Sincronía de Silencio (2013). Noneto para piano, 2 flautas, clarinete en si bemol, fagot, tuba, 3 violines[54][55][56]
- Fantasía Concertante (2013). Concierto para piano y 8 instrumentos (2 flautas, clarinete en si bemol, fagot, tuba, 3 violines)[57][58]
- Absolutely broken sky (2014). Flauta/flautín, corno inglés, clarinete en si bemol/clarinete bajo, corno francés, trompeta en si bemol, trombón, piano, violín, viola y contrabajo[59][60]
- Esperanza sin límite (2019). Cuarteto para trompa, contrabajo, batería y piano[61][62]
- Interruption (2020) para oboe, fagot y piano[63][64]
- A la memoria de los afectados por el Covid-19 (2021). Conjunto de metales y timbales[65]
- Vesna (2021). Trío para oboe, fagot y piano[66][67][68]
- Kotygoroshko (2022). Trío para clarinete, fagot y piano[69]

### Obras vocales
- Soliloquio (2013) para soprano y 2 percusionistas[70]
- Misa Brevis (2014) para STAB Coro y Orquesta de Cámara[71][72]

### Orquestal
- Obertura nº 3, Académica (2012)[73][74]
- ¿Caminos perdidos por el bosque? (2013)[75]
- Tot Stellas (2013). Orquestación de la Sonata para piano n.° 3 Luna sin Luz[76]
- Los bosques de cemento (2014)[77][78]
- Capricho Andaluz (2016). Concierto para piano y orquesta de cuerdas[9][10]
- Quijote (2019)[79]

### Banda sinfónica
- Obertura nº 1, Acuática (2011)[80][81]
- Obertura nº 2, Malagueña (2012)[82][83]
- Mar sin agua (2013)[84][85]

## Premios musicales
- 2014. Ganador del Concurso de Composición para Banda Sinfónica "Maestro Artola" con la obra Mar sin agua[1]
- 2015. Premio de la Fundación Musical de Málaga / Fundación Musical de Málaga[8][86][87][88][89][90]
- 2015. Ganador del Concurso de Composición para Orquesta Sinfónica "Emilio Lehmberg" con la obra Los bosques de cemento[91]
- 2021. Finalista del Concurso Internacional de Composición para Clavecín "Prix Annelie de Man" por la obra Duas Lineas[92]

## Publicaciones
- Syroyid Syroyid, B. (2022). ¿Por qué se pierde tanto tiempo ante el instrumento? El método de Coso Martínez para aprender a estudiar y tocar un instrumento musical de forma más efectiva. Revista ArtsEduca, 31, 223-236. https://doi.org/10.6035/artseduca.6091
- De Moya Martínez, M. D. V. y Syroyid Syroyid, B. (2021). Music as a Tool for Promoting Environmental Awareness. Experiences of Undergraduate Education Students on the Production of Video Tales in the COVID-19 Pandemic. Education Sciences, 11(10), 582. https://doi.org/10.3390/educsci11100582
- De Moya Martínez, M. D. V. y Syroyid Syroyid, B. (2020). La opinión de los estudiantes de Educación Musical del grado en educación primaria sobre la repercusión del COVID-19 en la actividad formativa del cuento musical. Rastros Rostros, 22(1), 1-18. https://doi.org/10.16925/2382-4921.2020.01.01
- Syroyid Syroyid, B. (2020). CSound como herramienta didáctica para una introducción a la composición electrónica: estudio de caso de una miniatura musical “(In) Harmonic Study”. AV Notas: Revista de Investigación Musical, (9), 106-139. http://hdl.handle.net/10366/148370
- Syroyid Syroyid, B. (2019). The use of silence in selected compositions by Frédéric Devreese: A musical analysis of notated and acoustic silences. Cuadernos de Investigación Musical, (8), 136-159. https://doi.org/10.18239/invesmusic.v0i8.1999